# Cerro Tacuara
El Cerro Tacuara es un montículo y otero situado en  Paraguay en el noreste del Departamento de Ñeembucú, en la jurisdicción del municipio de Villa Oliva a orillas de la laguna Cabral, en el llano del Ypoá. Su pico es de 120 metros sobre el nivel del mar, y corresponde al grupo de cerros de la cordillera de Ybycuí.